# Buckellacris
Buckellacris es un género de saltamontes perteneciente a la subfamilia Melanoplinae de la familia Acrididae, y está asignado a la tribu Podismini. Este género se distribuye en las zonas oeste de Canadá y Estados Unidos.

## Especies
Las siguientes especies pertenecen al género Buckellacris:
- Buckellacris chilcotinae (Hebard, 1922)
- Buckellacris hispida (Bruner, 1885)
- Buckellacris nuda (Walker, 1889)